# 罗荣邦
罗荣邦（Jung-pang Lo，1912年9月28日—1981年4月5日），美国戴维斯加州大学历史学教授，罗昌与康同璧之子，康有为之外孙。

## 生平
罗荣邦早年跟随身为外交官的父亲罗昌，曾在新加坡、渥太华、伦敦等地就学。1925年14岁时就曾帮助外祖父康有为翻译英文、完成《诸天讲》一书。1934年毕业于燕京大学并获学士学位。后赴美国留学，1940年获伯克利加州大学硕士学位。太平洋战争期间他在旧金山的战时新闻处（Office of War Information）工作，并曾在伯克利美国陆军特别训练班中任教。后来他在旧金山中华新闻社（原太平洋新闻社）担任编辑，1945年时曾在出席联合国国际组织会议（United Nations Conference on International Organization）的中国代表团新闻部门中任职。战后新闻社改为隶属于南京政府新闻局后继续任编辑，直至中华人民共和国成立后新闻社停办为止。
1950年代，他在斯沃斯莫尔学院（Swarthmore College）、宾西法尼亚大学、密歇根大学等校任访问学者，1957年时获伯克利加州大学博士学位。之后的十年时间里他一直在华盛顿大学工作，历任助理研究员、讲师、助理教授。1965年他前往戴维斯加州大学任访问学者，次年成为该校助理教授，1969年升任教授。期间，他还曾前往英国参加李约瑟《中国科学技术史》的编写工作。1981年因心脏病发作而逝世。

## 学术
罗荣邦对于中国海权史颇有研究，他早年在燕京大学时的毕业论文便是研究宋、元时期中国成为海上强国的历史。后来他又撰写过多篇宋、元、明三代海权发展的论文。去世前，他还完成了一部名为《跨越西海的帝国：海上力量和明初海军》（Empire Across the Western Ocean: Seapower and the Early Ming Navy, 1355-1449）的书稿。而他另一大学术研究方向则是其外祖父康有为的生平，其中最重要的著作是由他编译的《康有为传记与论文集》（K'ang-Yu-wei: A Biography and a Symposium）一书。

## 家庭
罗荣邦的母亲康同璧为康有为次女，父亲罗昌曾任中华民国外交官，后在北京大学、北平师范大学等校任外语系教授。他还有一妹妹，名罗仪凤。
其妻为加拿大华侨Fern Quon Lo，他们育有一子二女，分别为Sandra Lo、Tony Lo与Vicki Lo。

## 著作

### 书籍
- 《康有为传记与论丛》（K'ang-Yu-wei: A Biography and a Symposium，Tucson，1967年）

### 论文
- 《宋末元初中国作为一个海上强国的崛起》（The Emergence of China as a Sea Power during the Late Sung and Early Yuan Periods，1955年）
- 《明初海军的衰落》（The Decline of the Early Ming Navy，1958年）
- 《海上商业及其与宋代海军的关系》（Maritime Commerce and Its Relations to the Sung Navy，1969年）